# Днепровский, Михаил Михайлович
Михаил Михайлович Днепровский (30 июля 1897, Калуга — 21 марта 1983) — советский художник-график, искусствовед, член Союза художников СССР.

## Биография
Родился 30 июля 1897 года в городе Калуга.
В 1915 году окончил Калужское реальное училище. Занимался в студии Калужского художественного кружка под руководством Н. В. Маторина (1874—1919). С 1915 по 1916 год учился в Московском коммерческом институте. В 1916 году был призван в армию, военная служба продолжилась до 1924 года.
Заниматься изобразительным искусством начал в 1935 году. В 1937—1939 годах заведовал художественным отделом Калужского краеведческого музея. В 1939 году возглавил Калужский художественный музей, занимал пост директора до 1960 года. Принимал участие в выставках калужских художников, участник Первой областной выставки калужских художников в г. Туле (1938).
С 1947 по 1953 год заочно учился на факультете теории и истории искусств в Ленинградском институте живописи, скульптуры и архитектуры им. И. Е. Репина.
Опубликовал ряд научно-исследовательских работ, Каталог экспозиции отделов русского, советского и западноевропейского искусства : Живопись, скульптура, графика монографию «Художники Калуги» (1963), библиографический словарь «Художники Калужского края» (1977).
Жил в Калуге на улице Свердлова (ныне — Знаменская). Похоронен на Пятницком кладбище Калуги.
Материалы из личного архива — биографические материалы, документы о профессиональной деятельности, записи лекций, очерки, статьи; записанные М. М. Днепровским воспоминания П. В. Андреева о художнике Л. С. Баксте, воспоминания о жизни и художественном прошлом Калуги (1911—1977), личные дневники, переписка (в том числе с С. В. Земблиновым, с вдовой А. Л. Чижевского, фронтовые письма, фотографии, 45 книг из личной библиотеки М. М. Днепровского переданы в Государственный архив Калужской области.